# Équipe d'Indonésie de football des moins de 23 ans
Maillots
L'équipe nationale indonésienne de football des moins de 23 ans (en indonésien : Tim Nasional Sepak Bola Indonesia U-23) représente l'Indonésie dans les épreuves de football aux Jeux olympiques, asiatiques et d'Asie du Sud-Est. L'équipe participe également à tous les autres tournois internationaux de football des moins de 23 ans, dont la Coupe d'Asie U-23 de l'AFC. Elle dépend de la Fédération d'Indonésie de football.
L'équipe a été créée lorsque l'épreuve olympique de football a été transformée en une compétition des moins de 23 ans.

## Équipementier
L'équipement de l'équipe U-23 indonésienne est très souvent la même que celle de l'équipe senior. Il arrive toutefois que l'équipe ait recours à d'autres équipementiers.
| Équipementier | Année              |
| ------------- | ------------------ |
| Adidas        | 1991-1995          |
| Diadora       | 1995-1996          |
| ASICS         | 1996-1997          |
| Adidas        | 1997-2000          |
| Nike          | 2000-2002          |
| Adidas        | 2004-2006          |
| Puma          | 2006               |
| Nike          | 2007-2020          |
| Li-Ning       | 2018, 2022 et 2023 |
| Mills         | 2020-2024          |
| Erspo         | Depuis 2024        |

## Diffusion médiatique
En Indonésie, les matches de l'équipe indonésienne U-23 disputés lors de la Coupe d'Asie sont diffusés par MNC Media (uniquement les qualifications jusqu'en 2020 et en 2024, puis la finale en 2024) et par Emtek (en) (uniquement les qualifications en 2022),,. Les matchs amicaux contre d'autres équipes nationales sont diffusés par plusieurs chaînes, et ceux contre des clubs indonésiens par Emtek,. Les matchs des Jeux d'Asie du Sud-Est sont diffusés sur TVRI (à partir de 2013), MNC Media (2011 puis depuis 2019) et Emtek (2013-2017),. Les matchs des Jeux asiatiques sont diffusés sur Emtek (2018) et MNC Media (2022),. Le match de barrage pour les Jeux olympiques d'été de 2024 est diffusé sur RCTI.

## Résultats et calendrier
Voici une une liste des résultats des matchs survenus ces 12 derniers mois, ainsi que de tous les matchs à venir.
- Victoire
- Match nul
- Défaite

### 2024
| 5 avril         | Indonésie  | 1–3 | Arabie saoudite                    | Dubaï, Émirats arabes unis |  |  |
| 20:30 UTC+04:00 | Komang 32e |     | 18e Thakri · 59e Asiri · 90e Radif | Stade : The Sevens Stadium |  |  |
|                 |            |     |                                    |                            |  |  |

| 8 avril         | Émirats arabes unis | 0–1 | Indonésie | Dubaï, Émirats arabes unis |  |  |
| 21:30 UTC+04:00 |                     |     | 52e Witan | Stade : Stade Al-Rashid    |  |  |
|                 |                     |     |           |                            |  |  |

| 15 avril        | Qatar                                | 2–0     | Indonésie | Al Rayyan, Qatar                                                                         |  |  |
| 18:30 UTC+03:00 | Ali Sabah 45+1e (pen.) · Al-Rawi 54e | Rapport |           | Stade : Stade Jassim-bin-Hamad Affluence : 8 867 Arbitre : Nasrullo Kabirov (Tajikistan) |  |  |
|                 |                                      |         |           |                                                                                          |  |  |

| 18 avril        | Indonésie  | 1–0     | Australie | Doha, Qatar                                                                                        |  |  |
| 16:00 UTC+03:00 | Komang 45e | Rapport |           | Stade : Stade Abdallah-ben-Khalifa Affluence : 2 925 Arbitre : Majed Al-Shamrani (Arabie saoudite) |  |  |
|                 |            |         |           | |  |  |

| 21 avril        | Jordanie (en)    | 1–4     | Indonésie                                         | Doha, Qatar                                                                             |  |  |
| 18:30 UTC+03:00 | Hubner 79e (csc) | Rapport | Marselino 23e (pen.) 70e · Witan 40e · Komang 86e | Stade : Stade Abdullah-bin-Khalifa Affluence : 5 632 Arbitre : Ammar Ashkanani (Koweït) |  |  |
|                 |                  |         |                                                   |                                                                                         |  |  |

| 25 avril | Corée du Sud                         | 2–2 ap (10–11 tab)                                                                                             | Indonésie         | Doha, Qatar                                                                            |  |  |
| 20:30 UTC+03:00 | Komang 45e (csc) · Jung Sang-bin 84e | Rapport | 15e 45+3e Struick | Stade : Stade Abdullah-bin-Khalifa Affluence : 9 105 Arbitre : Shaun Evans (Australie) |  |  |
| |                                      | Tirs au but |                   |                                                                                        |  |  |
| Kim Min-woo · Lee Kang-hee · Hwang Jae-won · Paik Sang-hoon · Byun Joon-soo · Kang Sang-yoon · Jung Sang-bin · Hong Yun-sang · Cho Hyun-taek · Baek Jong-bum · Kim Min-woo · Lee Kang-hee |                                      | Sananta · Arhan · Struick · Marselino · Hubner · Arkhan · Sroyer · Ridho · Ferarri · Ernando · Sananta · Arhan |                   |                                                                                        |  |  |
| |                                      | |                   |                                                                                        |  |  |

| 29 avril        | Indonésie | 0–2     | Ouzbékistan                    | Doha, Qatar                                                                        |  |  |
| 17:00 UTC+03:00 |           | Rapport | 68e Norchaev · 86e (csc) Arhan | Stade : Stade Abdallah-ben-Khalifa Affluence : 8 792 Arbitre : Shen Yinhao (Chine) |  |  |
|                 |           |         |                                |                                                                                    |  |  |

| 2 mai           | Irak                    | 2–1 ap  | Indonésie  | Doha, Qatar                                                                                        |  |  |
| 18:30 UTC+03:00 | Tahseen 27e · Jasim 96e | Rapport | 19e Jenner | Stade : Stade Abdallah-ben-Khalifa Affluence : 8 090 Arbitre : Majed Al-Shamrani (Arabie saoudite) |  |  |
|                 |                         |         |            | |  |  |

| 9 mai           | Indonésie | 0–1     | Guinée            | Clairefontaine-en-Yvelines, France                                                           |  |  |
| 15:30 UTC+02:00 |           | Rapport | 29e (pen.) Moriba | Stade : Institut national du football de Clairefontaine Arbitre : François Letexier (France) |  |  |
|                 |           |         |                   |                                                                                              |  |  |

## Équipe technique
Au 28 septembre 2023
| Position                 | Nom               |
| ------------------------ | ----------------- |
| Directeur technique      | Vacant            |
| Entraîneur               | Shin Tae-yong     |
| Entraîneurs adjoint      | Choi In-cheol     |
| Entraîneurs adjoint      | Cho Byung-kuk     |
| Entraîneurs adjoint      | Nova Arianto      |
| Entraîneurs des gardiens | Kim Bong-soo      |
| Entraîneurs des gardiens | Yoo Jae-hoon      |
| Préparateurs physique    | Shin Sang-gyu     |
| Préparateurs physique    | Sofie Imam Faizal |
| Analyste de matchs       | Kim Jong-jin      |
| Médecins                 | Choi Ju-young     |
| Médecins                 | Ahmad Nizar       |
| Physiothérapeutes        | Denis Shulton     |
| Physiothérapeutes        | Asep Azis         |
| Interprète               | Jeong Seok-seo    |

## Joueurs

### Équipe actuelle
Les 23 joueurs suivants jouent lors de la Coupe d'Asie U-23 de l'AFC 2024.
Les joueurs suivants ont rejoint l'équipe indonésienne des U-23 les 12 derniers mois.
| No. | Position          | Joueur                  | Date de naissance (âge)   | Sélections | Buts | Club                  |
| --- | ----------------- | ----------------------- | ------------------------- | ---------- | ---- | --------------------- |
| 8   | Milieu de terrain | Witan Sulaeman          | 8 octobre 2001 (22 ans)   | 36         | 10   | Bhayangkara           |
| 21  | Gardien           | Ernando Ari             | 27 février 2002 (22 ans)  | 29         | 0    | Persebaya Surabaya    |
| 5   | Défenseur         | Rizky Ridho (capitaine) | 21 novembre 2001 (22 ans) | 29         | 1    | Persija Jakarta       |
| 7   | Milieu de terrain | Marselino Ferdinan      | 9 septembre 2004 (19 ans) | 22         | 8    | Oxford United         |
| 4   | Défenseur         | Komang Teguh            | 28 avril 2002 (22 ans)    | 19         | 4    | Borneo Samarinda      |
| 9   | Attaquant         | Ramadhan Sananta        | 27 novembre 2002 (21 ans) | 18         | 8    | Persis Solo (en)      |
| 2   | Défenseur         | Rio Fahmi               | 6 octobre 2001 (22 ans)   | 17         | 1    | Persija Jakarta       |
| 3   | Défenseur         | Muhammad Ferarri        | 21 juin 2003 (20 ans)     | 14         | 2    | Persija Jakarta       |
| 12  | Défenseur         | Pratama Arhan           | 21 décembre 2001 (22 ans) | 14         | 2    | Suwon FC              |
| 19  | Attaquant         | Jeam Kelly Sroyer       | 11 décembre 2002 (21 ans) | 14         | 1    | Persik Kediri         |
| 14  | Milieu de terrain | Fajar Fathur Rahman     | 29 mai 2002 (21 ans)      | 13         | 5    | Borneo Samarinda      |
| 13  | Défenseur         | Bagas Kaffa             | 16 janvier 2002 (22 ans)  | 11         | 0    | PS Barito Putera (en) |
| 16  | Milieu de terrain | Arkhan Fikri            | 28 décembre 2004 (19 ans) | 10         | 0    | Arema                 |
| 11  | Attaquant         | Rafael Struick          | 27 mars 2003 (21 ans)     | 8          | 3    | Brisbane Roar         |
| 1   | Gardien           | Adi Satryo              | 7 juillet 2001 (22 ans)   | 7          | 0    | PSIS Semarang         |
| 6   | Milieu de terrain | Ivar Jenner             | 10 janvier 2004 (20 ans)  | 7          | 1    | Jong Utrecht          |
| 17  | Défenseur         | Dony Tri Pamungkas      | 11 janvier 2005 (19 ans)  | 5          | 0    | Persija Jakarta       |
| 23  | Défenseur         | Nathan Tjoe-A-On        | 22 décembre 2001 (22 ans) | 4          | 0    | Swansea City          |
| 20  | Attaquant         | Hokky Caraka            | 21 août 2004 (19 ans)     | 4          | 1    | PSS Sleman            |
| 19  | Défenseur         | Alfeandra Dewangga      | 28 juin 2001 (22 ans)     | 24         | 0    | PSIS Semarang         |
| 15  | Milieu de terrain | Ikhsan Zikrak           | 8 novembre 2002 (21 ans)  | 3          | 0    | Borneo Samarinda      |
| 18  | Milieu de terrain | Rayhan Hannan           | 2 avril 2004 (20 ans)     | 3          | 0    | Persija Jakarta       |
| 22  | Gardien           | Daffa Fasya             | 7 mai 2004 (19 ans)       | 0          | 0    | Borneo Samarinda      |

### Appelés récemment
Les joueurs suivants ont rejoint l'équipe dans les douze derniers mois.
| Position                                                         | Joueur              | Date de naissance (âge)    | Sélections | Buts | Club                    | Dernière participation                        |
| ---------------------------------------------------------------- | ------------------- | -------------------------- | ---------- | ---- | ----------------------- | --------------------------------------------- |
| Gardien                                                          | Erlangga Setyo      | 16 avril 2003 (21 ans)     | 0          | 0    | PSPS Riau (en)          | Coupe d'Asie de football des U-23 2024PRE     |
| Défenseur                                                        | Dzaky Asraf         | 6 février 2003 (21 ans)    | 0          | 0    | PSM Makassar            | Coupe d'Asie de football des U-23 2024PRE     |
| Défenseur                                                        | Kakang Rudianto     | 22 août 2003 (20 ans)      | 0          | 0    | Persib Bandung          | Coupe d'Asie de football des U-23 2024PRE     |
| Défenseur                                                        | Haykal Alhafiz      | 24 mars 2001 (23 ans)      | 12         | 0    | PSIS Semarang           | Coupe d'Asie de football des U-23 2024PRE     |
| Défenseur                                                        | Justin Hubner       | 14 septembre 2003 (20 ans) | 5          | 0    | Wolverhampton Wanderers | Coupe d'Asie de football des U-23 2024        |
| Défenseur                                                        | Elkan Baggott       | 23 octobre 2002 (21 avril) | 2          | 1    | Blackpool               | v. Guinée, 9 mai 2024                         |
| Milieu de terrain                                                | Rifky Dwi Septiawan | 3 février 2002 (22 ans)    | 5          | 0    | Persita Tangerang       | Coupe d'Asie de football des U-23 2024PRE     |
| Milieu de terrain                                                | Beckham Putra       | 29 octobre 2001 (22 ans)   | 12         | 3    | Persib Bandung          | Coupe d'Asie de football des U-23 2024PRE BLE |
| Notes : - PRE : Matches préliminaires - BLE : Sorti sur blessure |                     |                            |            |      |                         |                                               |

## Performances en championnat

### Jeux olympiques
| Compétition | Compétition            | Compétition            | Compétition            | Compétition            | Compétition            | Compétition            | Compétition            | Compétition            | Compétition             |                                         | Qualifications                          | Qualifications                          | Qualifications                          | Qualifications                          | Qualifications                          | Qualifications |
| Année       | Session                | Position               | Matchs joués           | Dont gagnés            | Dont nuls              | Dont perdus            | Buts à domicile        | Buts à l'extérieur     | Composition de l'équipe | Matchs joués                            | Dont gagnés                             | Dont nuls                               | Dont perdus                             | Buts à domicile                         | Buts à l'extérieur                      |                |
| ----------- | ---------------------- | ---------------------- | ---------------------- | ---------------------- | ---------------------- | ---------------------- | ---------------------- | ---------------------- | ----------------------- | --------------------------------------- | --------------------------------------- | --------------------------------------- | --------------------------------------- | --------------------------------------- | --------------------------------------- | -------------- |
| 1992        | Ne s'est pas qualifiée | Ne s'est pas qualifiée | Ne s'est pas qualifiée | Ne s'est pas qualifiée | Ne s'est pas qualifiée | Ne s'est pas qualifiée | Ne s'est pas qualifiée | Ne s'est pas qualifiée | Ne s'est pas qualifiée  | 6                                       | 1                                       | 2                                       | 3                                       | 6                                       | 10                                      |                |
| 1996        | Ne s'est pas qualifiée | Ne s'est pas qualifiée | Ne s'est pas qualifiée | Ne s'est pas qualifiée | Ne s'est pas qualifiée | Ne s'est pas qualifiée | Ne s'est pas qualifiée | Ne s'est pas qualifiée | Ne s'est pas qualifiée  | 4                                       | 2                                       | 0                                       | 2                                       | 6                                       | 4                                       |                |
| 2000        | Ne s'est pas qualifiée | Ne s'est pas qualifiée | Ne s'est pas qualifiée | Ne s'est pas qualifiée | Ne s'est pas qualifiée | Ne s'est pas qualifiée | Ne s'est pas qualifiée | Ne s'est pas qualifiée | Ne s'est pas qualifiée  | 3                                       | 2                                       | 0                                       | 1                                       | 4                                       | 9                                       |                |
| 2004        | Ne s'est pas qualifiée | Ne s'est pas qualifiée | Ne s'est pas qualifiée | Ne s'est pas qualifiée | Ne s'est pas qualifiée | Ne s'est pas qualifiée | Ne s'est pas qualifiée | Ne s'est pas qualifiée | Ne s'est pas qualifiée  | 2                                       | 1                                       | 0                                       | 1                                       | 2                                       | 5                                       |                |
| 2008        | Ne s'est pas qualifiée | Ne s'est pas qualifiée | Ne s'est pas qualifiée | Ne s'est pas qualifiée | Ne s'est pas qualifiée | Ne s'est pas qualifiée | Ne s'est pas qualifiée | Ne s'est pas qualifiée | Ne s'est pas qualifiée  | 8                                       | 2                                       | 1                                       | 5                                       | 6                                       | 11                                      |                |
| 2012        | Ne s'est pas qualifiée | Ne s'est pas qualifiée | Ne s'est pas qualifiée | Ne s'est pas qualifiée | Ne s'est pas qualifiée | Ne s'est pas qualifiée | Ne s'est pas qualifiée | Ne s'est pas qualifiée | Ne s'est pas qualifiée  | 2                                       | 0                                       | 0                                       | 2                                       | 1                                       | 4                                       |                |
| 2016        | Ne s'est pas qualifiée | Ne s'est pas qualifiée | Ne s'est pas qualifiée | Ne s'est pas qualifiée | Ne s'est pas qualifiée | Ne s'est pas qualifiée | Ne s'est pas qualifiée | Ne s'est pas qualifiée | Ne s'est pas qualifiée  | Via la Coupe d'Asie des moins de 23 ans | Via la Coupe d'Asie des moins de 23 ans | Via la Coupe d'Asie des moins de 23 ans | Via la Coupe d'Asie des moins de 23 ans | Via la Coupe d'Asie des moins de 23 ans | Via la Coupe d'Asie des moins de 23 ans |                |
| 2020        | Ne s'est pas qualifiée | Ne s'est pas qualifiée | Ne s'est pas qualifiée | Ne s'est pas qualifiée | Ne s'est pas qualifiée | Ne s'est pas qualifiée | Ne s'est pas qualifiée | Ne s'est pas qualifiée | Ne s'est pas qualifiée  | Via la Coupe d'Asie des moins de 23 ans | Via la Coupe d'Asie des moins de 23 ans | Via la Coupe d'Asie des moins de 23 ans | Via la Coupe d'Asie des moins de 23 ans | Via la Coupe d'Asie des moins de 23 ans | Via la Coupe d'Asie des moins de 23 ans |                |
| 2024        | Ne s'est pas qualifiée | Ne s'est pas qualifiée | Ne s'est pas qualifiée | Ne s'est pas qualifiée | Ne s'est pas qualifiée | Ne s'est pas qualifiée | Ne s'est pas qualifiée | Ne s'est pas qualifiée | Ne s'est pas qualifiée  | Via la Coupe d'Asie des moins de 23 ans | Via la Coupe d'Asie des moins de 23 ans | Via la Coupe d'Asie des moins de 23 ans | Via la Coupe d'Asie des moins de 23 ans | Via la Coupe d'Asie des moins de 23 ans | Via la Coupe d'Asie des moins de 23 ans |                |
| Total       |                        |                        |                        |                        |                        |                        |                        |                        |                         | 28                                      | 8                                       | 3                                       | 14                                      | 25                                      | 43                                      |                |

### Coupe d'Asie des moins de 23 ans
| Compétition | Compétition            | Compétition            | Compétition            | Compétition            | Compétition            | Compétition            | Compétition            | Compétition            |              | Qualification | Qualification | Qualification | Qualification   | Qualification      | Qualification |         |
| Année       | Session                | Position               | Matchs joués           | Dont gagnés            | Dont nuls              | Dont perdus            | Buts à domicile        | Buts à l'extérieur     | Matchs joués | Dont gagnés   | Dont nuls     | Dont perdus   | Buts à domicile | Buts à l'extérieur |               |         |
| ----------- | ---------------------- | ---------------------- | ---------------------- | ---------------------- | ---------------------- | ---------------------- | ---------------------- | ---------------------- | ------------ | ------------- | ------------- | ------------- | --------------- | ------------------ | ------------- | ------- |
| 2013        | Ne s'est pas qualifiée | Ne s'est pas qualifiée | Ne s'est pas qualifiée | Ne s'est pas qualifiée | Ne s'est pas qualifiée | Ne s'est pas qualifiée | Ne s'est pas qualifiée | Ne s'est pas qualifiée | 5            | 3             | 0             | 2             | 7               | 7                  |               |         |
| 2016        | Ne s'est pas qualifiée | Ne s'est pas qualifiée | Ne s'est pas qualifiée | Ne s'est pas qualifiée | Ne s'est pas qualifiée | Ne s'est pas qualifiée | Ne s'est pas qualifiée | Ne s'est pas qualifiée | 3            | 2             | 0             | 1             | 7               | 4                  |               |         |
| 2018        | Ne s'est pas qualifiée | Ne s'est pas qualifiée | Ne s'est pas qualifiée | Ne s'est pas qualifiée | Ne s'est pas qualifiée | Ne s'est pas qualifiée | Ne s'est pas qualifiée | Ne s'est pas qualifiée | 3            | 1             | 1             | 1             | 7               | 3                  |               |         |
| 2020        | Ne s'est pas qualifiée | Ne s'est pas qualifiée | Ne s'est pas qualifiée | Ne s'est pas qualifiée | Ne s'est pas qualifiée | Ne s'est pas qualifiée | Ne s'est pas qualifiée | Ne s'est pas qualifiée | 3            | 1             | 0             | 2             | 2               | 6                  |               |         |
| 2022        | Ne s'est pas qualifiée | Ne s'est pas qualifiée | Ne s'est pas qualifiée | Ne s'est pas qualifiée | Ne s'est pas qualifiée | Ne s'est pas qualifiée | Ne s'est pas qualifiée | Ne s'est pas qualifiée | 2            | 0             | 0             | 2             | 2               | 4                  |               |         |
| 2024        | 4e place               | 4e                     | 6                      | 2                      | 1                      | 3                      | 8                      | 9                      | 2            | 2             | 0             | 0             | 11              | 0                  |               |         |
|             |                        |                        |                        |                        |                        |                        |                        |                        |              |               |               |               |                 |                    |               |         |
| 2026        | À venir                | À venir                | À venir                | À venir                | À venir                | À venir                | À venir                | À venir                | À venir      | À venir       | À venir       | À venir       | À venir         | À venir            | À venir       | À venir |
| Total       |                        |                        |                        |                        |                        |                        |                        |                        |              | 20            | 9             | 1             | 10              | 36                 | 24            |         |

| Premier match        | Qatar 2-0 Indonésie (15 avril 2024, Al Rayyan, Qatar)                                                        |
| Plus grande victoire | Jordanie (en) 1-4 Indonésie (21 avril 2024, Doha, Qatar)                                                     |
| Plus grande défaite  | Qatar 2-0 Indonésie (15 avril 2024, Al Rayyan, Qatar) Indonésie 0-2 Ouzbékistan (29 avril 2024, Doha, Qatar) |

### Jeux asiatiques
| Jeux asiatiques | Jeux asiatiques        | Jeux asiatiques        | Jeux asiatiques        | Jeux asiatiques        | Jeux asiatiques        | Jeux asiatiques        | Jeux asiatiques        | Jeux asiatiques        |
| Année           | Session                | Position               | Matches joués          | Dont gagnés            | Dont nuls              | Dont perdus            | Buts à domicile        | Buts à l'extérieur     |
| --------------- | ---------------------- | ---------------------- | ---------------------- | ---------------------- | ---------------------- | ---------------------- | ---------------------- | ---------------------- |
| 2002            | Ne s'est pas qualifiée | Ne s'est pas qualifiée | Ne s'est pas qualifiée | Ne s'est pas qualifiée | Ne s'est pas qualifiée | Ne s'est pas qualifiée | Ne s'est pas qualifiée | Ne s'est pas qualifiée |
| 2006            | 1er tour               | 27e                    | 3                      | 0                      | 1                      | 2                      | 2                      | 11                     |
| 2010            | Ne s'est pas qualifiée | Ne s'est pas qualifiée | Ne s'est pas qualifiée | Ne s'est pas qualifiée | Ne s'est pas qualifiée | Ne s'est pas qualifiée | Ne s'est pas qualifiée | Ne s'est pas qualifiée |
| 2014            | 8e de finale           | 11e                    | 4                      | 2                      | 0                      | 2                      | 12                     | 10                     |
| 2018            | 8e de finale           | 10e                    | 5                      | 3                      | 1                      | 1                      | 13                     | 5                      |
| 2022            | 8e de finale           | 11e                    | 4                      | 1                      | 0                      | 3                      | 2                      | 4                      |
| Total           |                        |                        | 16                     | 6                      | 2                      | 8                      | 29                     | 30                     |

| Premier match        | Indonésie 0-6 Irak (18 novembre 2006, Doha, Qatar)                                                                         |
| Plus grande victoire | Timor oriental 0-7 Indonésie (15 septembre 2014, Goyang, Corée du Sud)                                                     |
| Plus grande défaite  | Indonésie 0-6 Irak (18 novembre 2006, Doha, Qatar) Indonésie 0-6 Thaïlande (en) (22 septembre 2014, Incheon, Corée du Sud) |

### Championnat U-23 de l'AFF
| Championnat U-23 de l'AFF | Championnat U-23 de l'AFF | Championnat U-23 de l'AFF | Championnat U-23 de l'AFF | Championnat U-23 de l'AFF | Championnat U-23 de l'AFF | Championnat U-23 de l'AFF | Championnat U-23 de l'AFF | Championnat U-23 de l'AFF |
| Année                     | Rond                      | Position                  | Matches joués             | Dont gagnés               | Dont nuls                 | Dont perdus               | Buts à domicile           | Buts à l'extérieur        |
| ------------------------- | ------------------------- | ------------------------- | ------------------------- | ------------------------- | ------------------------- | ------------------------- | ------------------------- | ------------------------- |
| 2005                      | Ne s'est pas qualifiée    | Ne s'est pas qualifiée    | Ne s'est pas qualifiée    | Ne s'est pas qualifiée    | Ne s'est pas qualifiée    | Ne s'est pas qualifiée    | Ne s'est pas qualifiée    | Ne s'est pas qualifiée    |
| 2011                      | Tournoi annulé            | Tournoi annulé            | Tournoi annulé            | Tournoi annulé            | Tournoi annulé            | Tournoi annulé            | Tournoi annulé            | Tournoi annulé            |
| 2019                      | Vainqueur                 | 1er                       | 5                         | 3                         | 2                         | 0                         | 8                         | 4                         |
| 2022                      | Équipe retirée            | Équipe retirée            | Équipe retirée            | Équipe retirée            | Équipe retirée            | Équipe retirée            | Équipe retirée            | Équipe retirée            |
| 2023                      | Finaliste                 | 2e                        | 4                         | 2                         | 1                         | 1                         | 5                         | 3                         |
| Total                     |                           |                           | 9                         | 5                         | 3                         | 1                         | 13                        | 7                         |

### Jeux d'Asie du Sud-Est
| Jeux d'Asie du Sud-Est | Jeux d'Asie du Sud-Est | Jeux d'Asie du Sud-Est | Jeux d'Asie du Sud-Est | Jeux d'Asie du Sud-Est | Jeux d'Asie du Sud-Est | Jeux d'Asie du Sud-Est | Jeux d'Asie du Sud-Est | Jeux d'Asie du Sud-Est |
| Année                  | Session                | Position               | Matches joués          | Dont gagnés            | Dont nuls              | Dont perdus            | Buts à domicile        | Buts à l'extérieur     |
| ---------------------- | ---------------------- | ---------------------- | ---------------------- | ---------------------- | ---------------------- | ---------------------- | ---------------------- | ---------------------- |
| 2001                   | 4e place               | 4e                     | 5                      | 2                      | 0                      | 3                      | 12                     | 5                      |
| 2003                   | 1er tour               | 6e                     | 3                      | 1                      | 0                      | 2                      | 1                      | 7                      |
| 2005                   | 4e place               | 4e                     | 6                      | 2                      | 2                      | 2                      | 6                      | 4                      |
| 2007                   | 1er tour               | 6e                     | 3                      | 1                      | 1                      | 1                      | 4                      | 3                      |
| 2009                   | 1er tour               | 8e                     | 3                      | 0                      | 1                      | 2                      | 3                      | 7                      |
| 2011                   | Médaille d'argent      | 2e                     | 6                      | 4                      | 1                      | 1                      | 14                     | 3                      |
| 2013                   | Médaille d'argent      | 2e                     | 6                      | 2                      | 2                      | 2                      | 4                      | 6                      |
| 2015                   | 4e place               | 4e                     | 6                      | 3                      | 0                      | 3                      | 11                     | 15                     |
| 2017                   | Médaille de bronze     | 3e                     | 7                      | 4                      | 2                      | 1                      | 10                     | 3                      |
| 2019                   | Médaille d'argent      | 2e                     | 7                      | 5                      | 0                      | 2                      | 21                     | 7                      |
| 2021                   | Médaille de bronze     | 3e                     | 6                      | 3                      | 1                      | 2                      | 12                     | 7                      |
| 2023                   | Médaille d'or          | 1er                    | 6                      | 6                      | 0                      | 0                      | 21                     | 5                      |
| 2025                   | À venir                | À venir                | À venir                | À venir                | À venir                | À venir                | À venir                | À venir                |
| Total                  |                        |                        | 64                     | 33                     | 10                     | 21                     | 119                    | 72                     |

| Premier match        | Indonésie 1-0 Viêt Nam (en) (6 septembre 2001, Petaling Jaya, Malaisie) |
| Plus grande victoire | Indonésie 9-0 Brunei (11 septembre 2001, Petaling Jaya, Malaisie)       |
| Plus grande défaite  | Indonésie 0-6 Thaïlande (en) (7 décembre 2003, Nam Định, Viêt Nam)      |

### Jeux de la solidarité islamique
| Jeux de la solidarité islamique | Jeux de la solidarité islamique | Jeux de la solidarité islamique | Jeux de la solidarité islamique | Jeux de la solidarité islamique | Jeux de la solidarité islamique | Jeux de la solidarité islamique | Jeux de la solidarité islamique | Jeux de la solidarité islamique |
| Année                           | Session                         | Position                        | Matches joués                   | Dont gagnés                     | Dont nuls                       | Dont perdus                     | Buts à domicile                 | Buts à l'extérieur              |
| ------------------------------- | ------------------------------- | ------------------------------- | ------------------------------- | ------------------------------- | ------------------------------- | ------------------------------- | ------------------------------- | ------------------------------- |
| 2005                            | Ne s'est pas qualifiée          | Ne s'est pas qualifiée          | Ne s'est pas qualifiée          | Ne s'est pas qualifiée          | Ne s'est pas qualifiée          | Ne s'est pas qualifiée          | Ne s'est pas qualifiée          | Ne s'est pas qualifiée          |
| 2010                            | Événement annulé                | Événement annulé                | Événement annulé                | Événement annulé                | Événement annulé                | Événement annulé                | Événement annulé                | Événement annulé                |
| 2013                            | Médaille d'argent               | 2e                              | 4                               | 1                               | 1                               | 2                               | 3                               | 4                               |
| 2017                            | Ne s'est pas qualifiée          | Ne s'est pas qualifiée          | Ne s'est pas qualifiée          | Ne s'est pas qualifiée          | Ne s'est pas qualifiée          | Ne s'est pas qualifiée          | Ne s'est pas qualifiée          | Ne s'est pas qualifiée          |
| 2021                            | Ne s'est pas qualifiée          | Ne s'est pas qualifiée          | Ne s'est pas qualifiée          | Ne s'est pas qualifiée          | Ne s'est pas qualifiée          | Ne s'est pas qualifiée          | Ne s'est pas qualifiée          | Ne s'est pas qualifiée          |
| Total                           |                                 |                                 | 4                               | 1                               | 1                               | 2                               | 3                               | 4                               |

## Historique des performances

### Compétition intercontinentale
- Jeux de la solidarité islamique
  -  Médaille d'argent en 2013

### Compétition continentale
- Coupe d'Asie U-23 de l'AFC
  - 4e place en 2024

### Compétition régionale
- Championnat U-23 de l'AFF
  -  Champion en 2019
  -  Finaliste en 2023
- Jeux d'Asie du Sud-Est
  -  Médaille d'or en 2023
  -  Médaille d'argent en 2011, 2013, 2019
  -  Médaille de bronze en 2017, 2021

### Tournois amicaux
- Coupe Aga Khan
  -  Champion en 1966[15]
- Coupe MNC
  -  Champion en 2013
- PSSI Anniversary Cup
  -  3e place en 2018
- Coupe Merlion
  -  3e place en 2019
- Trofeo HB X Cup 2019
  -  Champion en 2019